# Lp (Unix)
Das Kommando lp dient zur Verwaltung von Druckaufträgen und kommt auf Unix-Systemen zum Einsatz.
Der Name des Programms leitet sich von "lineprinter" her, das Kommando wird jedoch für jede Art von Drucker verwendet.
Ursprünglich war dieses Kommando Teil des Drucksystems UNIX System V und wurde für einige Zeit als Unterscheidungsmerkmal zwischen UNIX System V und BSD verwendet.
Es gibt jedoch verschiedene Bedeutungen von lp, hier kurz zusammengefasst:
- lp ist das Kommando zum Drucken unter UNIX System V.
- CUPS nutzt lp als Programm zur Verwaltung seiner Druckaufträge.
- Das Projekt LPRng stellt lp als einen Wrapper um das Kommando lpr zur Verfügung.
- Plan 9 beinhaltet ebenfalls ein Kommando mit Namen lp, das sich jedoch in der Funktionalität von dem des System V unterscheidet.

## Optionen
Hier findet sich eine Liste der verfügbaren Optionen von lp:
- -E erzwingt Verschlüsselung bei Verbindung zum Printserver.
- -c Nur für Abwärtskompatibilität. Auf unterstützen Systemen erzwingt diese Option eine Kopie des Dokuments in das Spool-Verzeichnis.
- -d Drucker schickt den Auftrag an Drucker
- -h Host[:Port] wählt einen Server. Standardwert ist "localhost" bzw. die Umgebungsvariable des CUPS-Servers.
- -i Auftragsnummer wählt den Druckauftrag mit der Auftragsnummer zum Bearbeiten aus.
- -m sendet eine E-Mail, wenn der Druckauftrag ausgeführt wird. (nicht CUPS 1.1)
- -n Kopien stellt die Anzahl an Kopien ein. (Wert 1-100)
- -o Option_Name=Option_Wert setzt die Option Option_Name mit dem Wert Option_Wert fest.
- -q Priorität druckt den Auftrag mit Priorität Priorität. (Wert 1 (niedrigste) bis 100 (höchste); Standardwert ist 50)
- -s "Stiller Modus": Keine Ausgabe der Druckauftragsnummern.
- -t Name benennt den Druckauftrag.
- -u Username bricht alle Aufträge, die von Username gestellt worden sind, ab.
- -H Option regelt den Zeitpunkt des Drucks sowie Abbruch eines Auftrags. Für Option sind folgende Werte möglich:
  - HH:MM druckt zu einer bestimmten Uhrzeit.
  - "immediate" druckt den Auftrag sofort.
  - "hold" stoppt den Druckauftrag.
  - "resume" nimmt einen gestoppten Druckauftrag, der mit -i gewählt wurde, wieder auf.
  - "restart" druckt den Auftrag, der mit -i ausgewählt wurde, erneut.
- -P Seiten druckt nur Seiten eines Dokuments. Mehrere Seiten werden mit Komma getrennt, Bereiche mit Bindestrich angegeben. Beispiel: 1,4-7,9